# Egon August Aghta
Egon August Aghta (29 de Janeiro de 1918 - 2 de Maio de 1945) foi um oficial alemão que serviu na Heer durante a Segunda Guerra Mundial. Foi condecorado com a Cruz de Cavaleiro da Cruz de Ferro.

## Condecorações
| Cruz de Ferro 2ª Classe            | 14 de dezembro de 1941 |
| Cruz de Ferro 1ª Classe            | 18 de junho de 1943    |
| Distintivo de feridos em Ouro      |                        |
| Cruz Germânica em Ouro             | 19 de janeiro de 1945  |
| Cruz de Cavaleiro da Cruz de Ferro | 3 de fevereiro de 1945 |
| Folhas de Carvalho nº 778          | 12 de março de 1945    |